# Mineralogia ótica

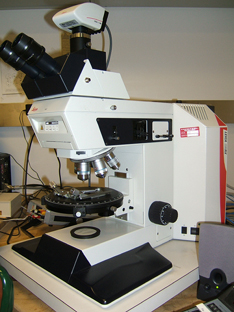
Microscópio petrográfico, um equipamento utilizado para descrição de lâminas delgadas de rochas. O equipamento também é conhecido como microscópio óptico ou microscópio polarizador. Trata-se de equipamentos que contém lentes de polarização cruzada, lentes de conoscopia e placas compensadoras (placas de gipsita e placas de quartzo), para análise cristalográfica.

A mineralogia óptica é o estudo de minerais e rochas a partir de suas propriedades ópticas e cristalográficas. Este ramo da mineralogia preocupa-se com a petrografia de minerais e rochas a partir de determinadas propriedades que os minerais apresentam quando interagem com a luz. Amostras de rochas e minerais são preparadas em Lâminas Delgadas, também chamadas de seções finas, ou montagens de grãos minerais em resina para estudo em laboratório com o auxílio de um microscópio petrográfico. A mineralogia óptica é usada para identificar a composição mineralógica de materiais geológicos, suas propriedades e características, a fim de ajudar a revelar sua origem e evolução. 
Diversas propriedades dos minerais podem ser identificadas ao microscópio petrográfico. Abaixo são listadas algumas das propriedades e técnicas mais comumente utilizadas:
- índice de refração;
- birrefringência;
- carta de cores de Interferência de Michel-Lévy;
- pleocroísmo;
- ângulos de extinção;
- padrões de interferência conoscópica (figuras de interferência);
- teste de linha de Becke;
- sinal de Relevo;
- sinal de elongação (comprimento rápido versus comprimento lento).[1]

## História
William Nicol, cujo nome está associado à criação do prisma Nicol, é provavelmente a primeira pessoa a produzir lâminas delgadas, isto é, finas seções de rocha, para análise em um microscópio petrográfico. Os métodos de William Nicol foram aplicados por Henry Thronton Maire Witham em 1831 para o estudo de plantas fósseis petrificadas. Este método possui elevada importância no estudo da petrologia de rochas ígneas, metamórficas e sedimentares. Entretanto, ele somente passou a ser utilizado para a investigação sistemática de rochas, em 1858 a partir dos estudos de Henry Clifton Sorby. Por outro lado, o estudo de mineralogia ótica por Lâminas Delgadas em minerais e cristais já avançava sob forte influência de David Brewster e outros físicos e mineralogistas.